# 육사로
육사로(陸史路)는 경상북도 안동시 태화동 어가골 교차로에서 안동시 법흥동 법흥육거리를 연결하는 도로이다. 보통 강변도로라고로 불린다.
전 구간이 왕복 6차선으로 이루어져 있다.

## 주요 경유지
- 법흥교
- 안동소방서
- 안동우편집중국
- 영가대교
- 천리고가교 남단
- 영호대교

## 주요 교차도로
- 안기천로
- 하이마로
- 경동로